# Obrejița (gmina)
Obrejița – gmina w Rumunii, w okręgu Vrancea. Obejmuje tylko jedną miejscowość Obrejița. W 2011 roku liczyła 1583 mieszkańców.